# Nazionale maschile di pallacanestro del Bhutan
La nazionale di pallacanestro del Bhutan è la rappresentativa cestistica del Bhutan ed è posta sotto l'egida della Federazione cestistica del Bhutan.